# Коњбаба
Коњбаба је насељено мјесто у граду Горажду, Босна и Херцеговина.

## Становништво
|        | 2013.      | 1991.       | 1981.       | 1971.       |
| Укупно | 0 (0,000%) | 40 (100,0%) | 57 (100,0%) | 66 (100,0%) |
| Срби   | –          | 40 (100,0%) | 57 (100,0%) | 61 (92,42%) |
| Хрвати | –          | –           | –           | 5 (7,576%)  |